# Eje Thelin
Eje Thelin (rodným jménem Eilert Ove Thelin; 9. června 1938 – 18. května 1990) byl švédský jazzový pozounista a hudební skladatel. V roce 1961 založil vlastní kvintet. Od konce šedesátých let se věnoval pedagogické činnosti na hudební akademii v rakouském Štýrském Hradci. Během své kariéry spolupracoval i s různými americkými hudebníky, mezi které patří Barre Phillips, Don Cherry, Benny Golson nebo Jimmy Witherspoon. Je autorem hudby k filmu Att älska z roku 1964.